# تارنیسا
تارنیسا (به لاتین: Tarnica) یک کوه در لهستان است که در Podkarpacie, Poland واقع شده‌است. تارنیسا ۱٬۳۴۶ متر بالاتر از سطح دریا واقع شده‌است.